# Beth Behrs
Elizabeth Ann Behrs (Lancaster, Pensilvania; 26 de diciembre de 1985), conocida como Beth Behrs, es una actriz estadounidense. Protagonizó la película American Pie Presents: The Book of Love en el papel de Heidi. Más adelante, protagonizó la comedia de situación de la cadena CBS 2 Broke Girls en el papel de Caroline Channing.

## Primeros años
Behrs nació en Lancaster, Pensilvania, hija mayor de David Behrs, director de una universidad, y Maureen Behrs, profesora de primer grado. Tiene una hermana seis años menor que ella. Behrs se mudó con su familia a Lynchburg, Virginia, en 1989, lugar donde se crio. Comenzó a actuar en teatro a la edad de cuatro años, y jugó al fútbol mientras crecía. A la edad de quince años, se mudó con su familia al Condado de Marin, California, en el Área de la Bahía de San Francisco.
Behrs comenzó a asistir a la secundaria Tamalpais en 2001, y fue aceptada en el prestigioso programa de teatro de la escuela. Estudió en el Teatro Conservatorio Americano en San Francisco, California, y actuó en el musical Dangling Conversations: The Music of Simon and Garfunkel, y en la obra Korczak’s Children y A Bright Room Called Day de Tony Kushner. Fue entrenada de modo clásico como cantante.
Behrs se mudó a Los Ángeles en 2004 para estudiar actuación en la Escuela de Teatro, Cine y Televisión de la Universidad de Los Ángeles. En 2005, actuó como Sandy Dumbrowski en una producción de Grease en el Ray of Light Theatre de San Francisco, y fue nombrada Miss Condado de Marin en 2006. Comenzó a presentarse a audiciones en su último año y se graduó en 2008 con un grado en estudios críticos. Behrs consiguió una beca de la Young Musician's Foundation Vocal después de graduarse.

## Carrera
Behrs consiguió su primer trabajo en el cine con la comedia adolescente American Pie Presents: The Book of Love, la cual se filmó en Vancouver por siete semanas, comenzando en marzo de 2009. La película, la séptima en la saga American Pie, fue estrenada el 22 de diciembre de 2009. Behrs protagonizó la comedia independiente Serial Buddies, acerca de un grupo inepto de asesinos en serie, producida por la celebridad de televisión Maria Menounos. El filme también fue protagonizado por Christopher Lloyd, Kathie Lee Gifford y Artie Lange. Behrs filmó luego la película independiente Route 30, Too!, en Chambersburg, Pensilvania, a fines de 2010, actuando como una chica extraterrestre. También apareció en episodios de las series de televisión NCIS: Los Angeles y Castle, de la cadena ABC.
Behrs protagonizó además la comedia de situación de la CBS 2 Broke Girls, producida por la comediante Whitney Cummings y el productor de Sex and the City Michael Patrick King. Behrs interpretó en la serie a Caroline Channing, una heredera del barrio Upper East Side de Manhattan, quien es forzada a convertirse en mesera en Williamsburg, Brooklyn, cuando su padre es arrestado por fraude financiero. Su personaje es una graduada de la Escuela Wharton, y hace equipo con una mesera cínica llamada Max (interpretada por Kat Dennings) en una empresa de negocios. Behrs audicionó para el papel siete veces. Estaba trabajando como una nana en Geffen Playhouse, un teatro de escenario en Westwood, Los Ángeles, cuando obtuvo el papel.
Actualmente protagoniza la comedia de situación The Neighborhood, junto a Max Greenfield, Cedric the Entertainer y Tichina Arnold.

## Vida privada
Desde diciembre de 2012, mantiene una relación con el también actor Michael Gladis. Se comprometieron el 10 de julio de 2016. Se casaron el 21 de julio de 2018 en el rancho Moose Creek en Victor (Idaho), a las afueras de Jackson Hole. El 13 de junio de 2022 anunció el nacimiento de su hija Emma George Gladis.

## Filmografía
| Año       | Título                                  | Rol                  | Notas                                   |
| --------- | --------------------------------------- | -------------------- | --------------------------------------- |
| 2009      | American Pie Presents: The Book of Love | Heidi                | Directo a video                         |
| 2010      | NCIS: Los Angeles                       | Vocalista femenina   | Serie de TV, episodio: "Disorder"       |
| 2011      | Serial Buddies                          | Brittany             |                                         |
| 2011      | Castle                                  | Ginger               | Serie de TV, episodio: "Slice of Death" |
| 2011–2017 | 2 Broke Girls                           | Caroline Channing    | Serie de TV                             |
| 2012      | Chasing Eagle Rock                      | Deborah              |                                         |
| 2012      | Route 30, Too!                          | Chica extraterrestre |                                         |
| 2013      | Monsters University                     | PNK Carrie           | Voz                                     |
| 2018      | The Big Bang Theory                     | Nell                 | Temp 11. Cap 14                         |